# 格林角 (南极洲)
格林角（英語：Cape Green）是南極洲的海岬，位於葛拉漢地的特里尼蒂半島，處於塔巴林半島東南端，在1946年由英國研究隊繪入地圖，現時由南極條約體系管理。